# Spatholirion longifolium
Spatholirion longifolium là một loài thực vật có hoa trong họ Commelinaceae. Loài này được (Gagnep.) Dunn miêu tả khoa học đầu tiên năm 1911.